# Kosmos 1531
Kosmos 1531, sovjetski vojni navigacijski i komunikacijski satelit iz programa Kosmos. Vrste je Parus.
Lansiran je 11. siječnja 1984. godine u 18:08 kozmodroma Pljesecka, s mjesta 132/2. Lansiran je u nisku orbitu oko planeta Zemlje raketom nosačem Kosmos-3M 11K65M. Orbita mu je 980 km u perigeju i 1010 km u apogeju. Orbitne inklinacije je 82,92°. Spacetrackov kataloški broj je 14624. COSPARova oznaka je 1984-003-A. Zemlju obilazi u 105,02 minute. Pri lansiranju bio je mase 810 kg. 
Iz misije je ostao još jedan dio koji je ostao kružiti u niskoj orbiti.

## Vanjske poveznice
- N2YO.com Search Satellite Database (engl.)
- Celes Trak SATCAT Format Documentation (engl.)
- Kunstman  Arhivirana inačica izvorne stranice od 12. kolovoza 2019. (Wayback Machine) Satellites in Orbit (engl.)